# 박동열
박동열(朴東說, 1564년~1622년)은 조선의 문신이다. 본관은 반남(潘南). 자는 열지(說之), 호는 봉촌(鳳村)·남곽(南郭)이다.
선조 때 문과에 급제하여 이조정랑을 지냈다. 황주 목사로 있을 때, 부역에 공평하여 민폐가 없었으므로 백년 만에 처음 맞는 어진 정치가라는 칭송을 받았다. 후에 대사성으로서 광해군의 포악함을 상소하다가 받아들여지지 않자, 자진하여 나주 목사가 되어 다스리기 어려운 곳에 학문의 풍토를 심어 놓았다. 이이첨의 폐모론에 반대하다가 옥에 갇혔으나 중풍으로 풀려난 뒤 죽을 때까지 은거하였다.